# Stary cmentarz żydowski w Jeleniej Górze
Stary cmentarz żydowski w Jeleniej Górze – został założony około 1820 roku i znajdował się na obszarze ograniczonym obecnymi ulicami: Nowowiejską, Na Skałkach i Studencką. Data likwidacji nekropolii pozostaje nieznana. Do dzisiejszych czasów nie zachowały się żadne nagrobki.